# Totogalpa
Totogalpa es un municipio del departamento de Madriz en la República de Nicaragua.

## Geografía
El término municipal limita al norte con los municipios de Macuelizo, Ocotal y Mozonte, al sur con los municipios de Yalagüina y Palacagüina, al este con el municipio de Telpaneca y al oeste con el municipio de Somoto. La cabecera municipal está ubicada a 216 kilómetros de la capital de Managua.
Topográficamente esta región es quebrada, sobresaliendo elevaciones que van desde 600 a 1000 m s. n. m., como El Castillo, El Cuje, El Chumpe, El Chiflon o El Cachón. La forma del municipio es irregular, su terreno es accidentado en la mayor parte del territorio, las comarcas menos escarpadas son Sabana Grande y Santo Domingo. El municipio cuenta con el río Coco que sirve de límite municipal entre Totogalpa y Macuelizo, el resto del territorio es irrigado por algunas corrientes que en el verano se secan.

## Historia
Este municipio fue fundado en 1911, su nombre proviene de la lengua chorotega y significa "Pueblo en el Nido de las Aves", pues los primeros pobladores fueron tribus chorotegas. Existe un documento colonial y oficial de 1747 donde se le da a Totogalpa el nombre de pueblo de "Santa María Magdalena de Nueva Segovia".

## Demografía
Totogalpa tiene una población actual de 17,463 habitantes. De la población total, el 51.7% son hombres y el 48.3% son mujeres. Casi el 24.9% de la población vive en la zona urbana.

## Naturaleza y clima
El municipio tiene un clima comprendido en lo que se denomina la zona seca. El tipo de clima de sabana tropical está clasificado entre las categorías de altura y se caracteriza por ser húmedo en las partes altas y montañosas y seco en las partes bajas. La temperatura oscila entre los 23 a 24 °C. La precipitación pluvial oscila entre los 800 y 1000 mm.
El municipio cuenta con una vegetación semi-desértica compuesta por malezas, arbustos y árboles en las zonas poco boscosas. La fauna está caracterizado por ser reducida a causa del despale, el crecimiento de la frontera agrícola y la acción de los cazadores.

## Localidades
El municipio comprende 45 comunidades organizadas en 7 microrregiones siguientes:
1. Totogalpa: Barrios Marvin Guerrero, Germán Pomares, Gaspar García, Enrique Bermúdez, Linda Vista.
2. Sabana Grande: El Fraile, La Palmera, La Muta, El Coyolito, La Maisuta, Cerro Grande, Tinajilla.
3. Santo Domingo: El Capulín, La Ceiba, El Cacao, Quebrada Grande, Buena Vista, El Jobo, Caldera, Mango Solo.
4. Cuje: Las Minas, El Matazano, Quebrada Grande, Buena Vista, Cujilica, El Mojón, El Chagüite.
5. Cayantu: El Mamel, La Ceiba, Las Chilcas (1 y 2), Las Cruces, Quilan, Hornito.
6. Terrero Grande: El Salto, El Horno, Las Marías, Loma Alta, El Terrero, Callejón.
7. Verapaz: San José, Agua Dulce, Wascasoni, Apatoro, El Pita, El Majaste.

## Economía
La actividad económica que ha predominado en el municipio ha sido la agricultura con el cultivo de granos básicos y en menor escala hortalizas para consumo familiar, la agricultura a partir de los años ochenta se ha venido deteriorando por falta de organización, financiamiento, periodos secos y terrenos infértiles.

## Cultura
Celebraban las fiestas en honor a Santa María Magdalena, posteriormente fue cambiada por la Virgen de la Merced, siendo celebrada el ocho de septiembre de cada año. Además de los actos religiosos, se realizan fiestas populares con corridas de toros, tiene una duración de 15 días. Otra actividad de carácter religioso es la celebración de las flores en el mes de mayo.